# Vilhelm II av Oranien
Vilhelm II av Oranien, född 27 maj 1626 i Haag, död 6 november 1650 i Haag, var ståthållare av Nederländerna från den 14 mars 1647 till sin död.

## Biografi
Vilhelm var son till ståthållaren Fredrik Henrik av Oranien. Vilhelm I av Oranien hade efterträtts på posten som ståthållare och militär befälhavare av sin son Moritz av Nassau, som i sin tur efterträddes av sin bror Fredrik Henrik. Vilhelm II:s förfäder styrde tillsammans med generalstaterna, en församling av representanter för var och en av de sju provinserna men oftast dominerad av den största och rikaste provinsen, Holland.
Den 2 maj 1641 gifte sig Vilhelm med Mary Henrietta Stuart, äldsta dotter till Karl I av England och Henrietta Maria av Frankrike, i Chapel Royal, Whitehall Palace, London.
År 1648 motsatte han sig ett godkännande av fördraget i Münster, trots att detta erkände Nederländernas självständighet. Vilhelm förde i hemlighet egna förhandlingar med Frankrike med målet att utöka sitt territorium under en centraliserad regering. Därtill verkade han för att hans svåger Karl II av England skulle återinsättas på Englands tron. År 1650 blev Vilhelm II inblandad i ett bittert gräl med provinsen Holland och med Andries Bicker och Cornelis de Graeff, de mäktiga patricierna och köpmännen i Amsterdam, om truppneddragningar efter westfaliska freden 1648. Vilhelm var emot att skära ned på armén eftersom detta skulle minska hans maktbas. Detta ledde till att Vilhelm satte många medlemmar av provinsförsamlingen i fängelse i borgen Loevestein. Därtill skickade han sin kusin Willem Frederik av Nassau-Dietz med en armé på 10 000 med syftet att ta Amsterdam med våld. Detta hindrades av dåligt väder.
Efter att han härskat i bara tre år dog han av smittkoppor 1650. Efter hans död utnämndes ingen ståthållare i Holland och fyra andra provinser på över 20 år.
Hans son, som föddes kort efter hans död, kom att bli Vilhelm III av England.

## Bilder

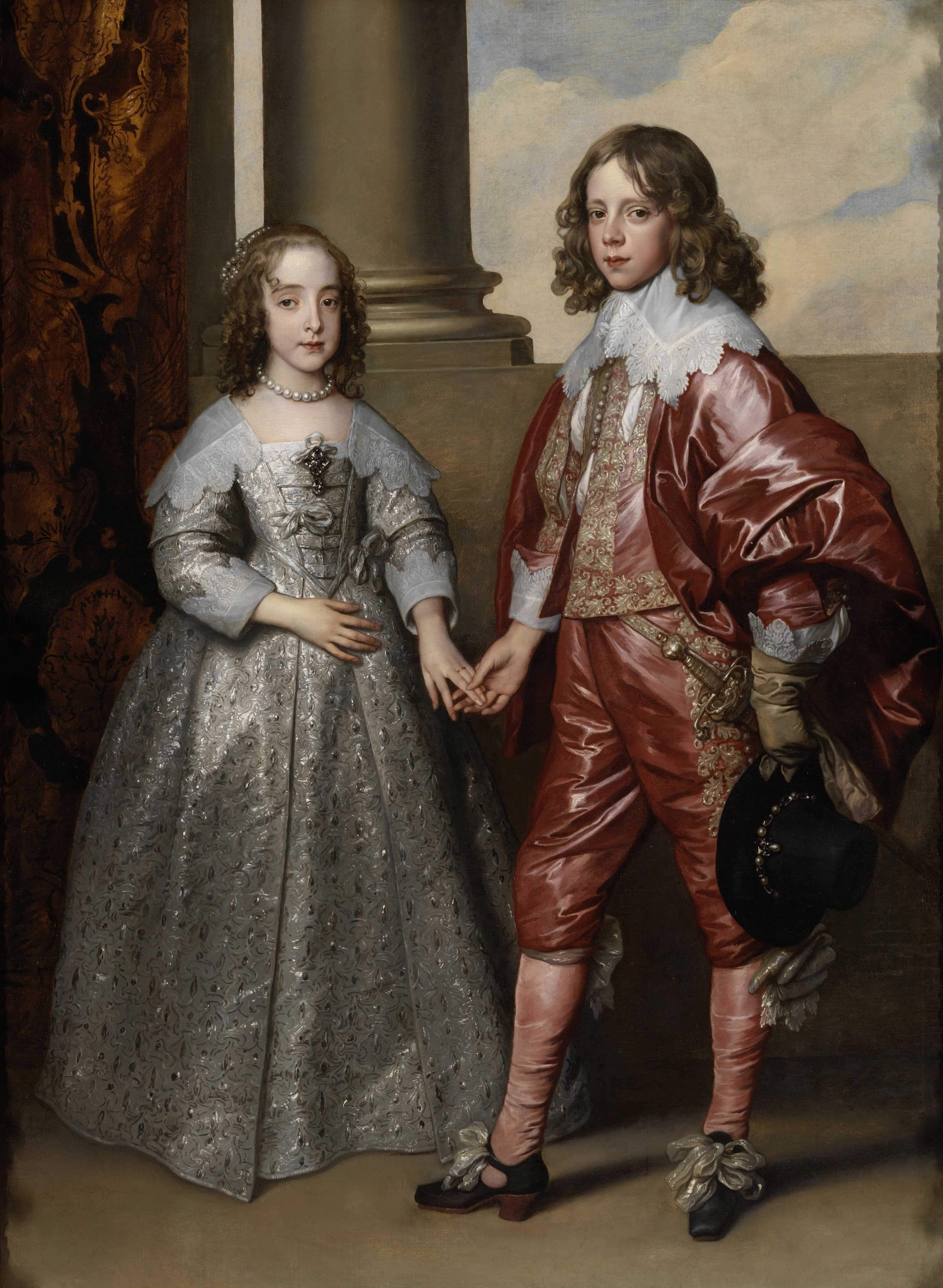
Dubbelporträtt föreställande Vilhelm II och hans brud Maria Stuart. Målning av Anthonis van Dyck från år 1641.